# Ibirataia
Ibirataia è un comune del Brasile nello Stato di Bahia, parte della mesoregione del Sul Baiano e della microregione di Ilhéus-Itabuna.
L'origine del nome di questa località arriva dalla lingua tupi: ibirá albero, e taia, ardere, cioè pianta che arde.